# Energiahatékonyság

## Bevezetés
Bár a mennyiségek, amelyekből képezzük, régóta ismertek, de az energiahatékonyságnak senki sem tulajdonított jelentőséget az üvegházhatás - mint jelenség - megjelenéséig. Az ökológia még csak most kezdi kutatni.

## Fogalma
A hatékonyság
A teljes eredmény és a teljes ráfordítás hányadosa a hatékonyság. Többféle ráfordítást - pl. energiát, élőmunkát, pénzt stb. - vizsgálhatunk, ennek megfelelően többféle hatékonyságot is; az egyes hatékonyságok nem feltétlenül korrelálnak egymással, de pl. az energiahatékonyság és a befektetési (pénz-) hatékonyság épp fordítottan arányos is lehet. A fogalom mai összefüggéseiben a környezetvédelemhez is kapcsolható.
A Magyar Nyelv Kéziszótárában a szó nem szerepel, csak a hatékony szóról írja le, hogy "A kívánt hatást elérő.”. 
Magyar Szókincstár (Tinta Könyvkiadó) a hatékony szó szinonimáit így adja meg: "hatásos, hathatós, eredményes, hasznos, célravezető, efficiens, gyümölcsöző". Megjegyzi, hogy ellentéte a "hatástalan, eredménytelen". A „hatás” fogalma viszont csak az eredményre vonatkozik, a befektetett mennyiségekre nem. 
Legtöbbször gazdasági értelemben a „vállalati hatékonyság, szervezeti hatékonyság" szókapcsolatban használjuk - bár egész iparágakra is értelmezhető. Helytelenül a hatékonyság szinonimájaként használják a termelékenység, jövedelmezőség, gazdaságosság, nyereségesség szavakat.
A jövedelmezőség egy fajta hatékonyság, mely egyetlen szempontot, a profitot emeli ki. Azt mutatja, hogy a profitorientált vállalatban a nyereség hogyan aránylik az összes költséghez. 
Az energiahatékonyság
Jogilag az energiahatékonyság: a teljesítményben, a szolgáltatásban, a termékben vagy az energiában kifejezett eredmény és a befektetett energia hányadosa. A teljesítmény, szolgáltatás, árumennyiség, vagy energia aránya a befektetett energiához (a 2012/27/EU irányelv, valamint az annak megfelelő 2015. évi LVII. tv. szerint). Nemzetgazdasági szinten kifejezve: GDP/energiaráfordítás (termék/költség), megmutatja, hogy egységnyi mennyiségű energiával mekkora mértékű nemzeti összterméket állított elő a nemzetgazdaság. Vállalkozási szinten kifejezve: AEE/energiaráfordítás, megmutatja, hogy egységnyi mennyiségű energiával mekkora mértékű adózás előtti eredményt ért el a vállalkozás. Mértékegységgel: Ft/PJ, USD/GJ stb.
Környezetvédelmi szempontból meg kell különböztetni üvegházhatást keltő, valamint arra nézve közömbös (zöld-) energiát; ezzel az EU-irányelv - és a törvény is - jórészt adós. Teljes mértékben zöldenergiát (megújuló energiát) - amely semennyi üvegházhatást nem kelt - nem ismerünk (az eszközök gyártása során is fellép - igaz, többnyire elhanyagolható mértékű - üvegházhatás), de a napenergiát, szélenergiát ma egyértelműen zöldenergiának tartjuk. Az atomenergiával kapcsolatban óriási vita folyik, mivel az arra szakosodottaknak a megélhetése függ ettől (a vita skálája a tényektől a trollkodásig igen széles). A vízenergia zöld-jellege a környezetétől függ: némi egyszerűsítéssel a nagy esésű folyóvizeknél zöldnek, kis esésűeknél üvegházhatásúnak tartjuk. A fosszilis eredetű szenek elégetésével termelt energia egyértelműen üvegházhatású. Vitatott a zöld-jellege a bioszférából származó szenek - pl. szalma, tűzifa stb. - elégetésének is, mivel az elégetésnek a digeszteres (anaerob emésztős) formája is ismert (biogáz), amikor a digeszterben keletkező szén-dioxid 100%-ban megfogható, és – ha a jövőben metanol-gazdaságra állunk át – az emissziómentes villamosenergia-rendszerek napelem-oldali DMFC-rendszereinek indítására használjuk a bio-szén-dioxidot.

## Értelmezés
Fizikai értelemben:
Az energiaátalakítási folyamatokban az energiahatékonyság a kimenő energia aránya a bemenő/felhasznált energiához. (Az energiahatékonyság fogalma magában foglalja azt, hogy hatékonyan szeretnénk a tevékenységet folytatni. Ilyen értelemben példa az energiahatékonyságra a fizikai energetikai megtérülési idő, mely egy energiatermelő berendezés gyártásakor befektetett energia, és az egy év alatt vele megtermelt energia hányadosa.).
Termékek, épületek jellemzője, az illető termék, épület energiahatékonysága, melyet pl. energiacímkével jelölünk. 
Hasonlóan egy üzem tevékenységéről képet kaphatunk az energetikai audit segítségével, ill. egy épületről az energetikai tanúsítvánnyal.
"Névleg" próbálja leírni a belsőégésű motorok ún. gazdasági hatásfoka, de a hatásfok nem azonos az energiahatékonysággal.
Az energiahatékonyságra hat a folyamatban résztvevő elemek változtatása (hőcserélő, szűrő, energiahordozó pl. fűtővíz minőség, a rendszer hőszigetelése, az energiafejlesztő fajtája, primer energiafajta, az energia felhasználó technológia elemei és anyagai, stb.)
Közgazdasági, használati értelemben:
Energiahatékonyság egy adott termék, szolgáltatás, és a ráfordított energia aránya.
(Gazdasági probléma ezen a téren a visszapattanó hatás. Ugyanis létezik egy ellentmondás, mely szerint „minden mikroökonómiai szinten bekövetkező energiahatékonyság javulás makroszinten az energiafogyasztás növekedését eredményezi, ahhoz a szinthez képest, ami a fejlesztés nélkül lett volna”. (Ha jobb hatásfokú autót veszek, kevesebbet költök üzemanyagra, így többet autózhatok.) Erre vonatkozó tanulmány szerint pl. magyar háztartásokra ez a hatás kb. 11,1%. 
"2011-ben készült el a Magyarország II. Nemzeti Energiahatékonysági Cselekvési Terve 2016-ig, kitekintéssel 2020-ra c. dokumentum, miszerint hazánknak 2020-ra 10%-os energiamegtakarítást kell elérnie nemzetgazdasági szinten, ami a háztartási szektorban 2016-ig évi 21 PJ-t jelent. Ha ez meg is valósul, akkor is valószínűleg (a jelenlegi fogyasztási szokások mellett) 11,1%-a, vagyis évenként 2,331 PJ elveszne a visszapattanó hatás következtében.")
Energiatakarékosság (a legtágabb fogalom): ebbe a fogyasztói magatartást is beleértjük, kifejezi, hogy egy célt, a takarékosságot kívánjuk elérni, ami, ha megvalósul, a környezetvédelmi költségek csökkenésére is mód van.

## Vizsgálata
Az energiahatékonyság többféleképpen vizsgálható
- energia fajtánként (hőenergia, elektromos energia, mechanikai energia...)
- folyamatonként (készülék)
- termelési egységenként (gyáregység, iparágak)
- területi egységenként, országonként, globálisan
- személyekre magán, és országos összesítésben
- szűkebb, egyszerűsített modellben a kimenő energia és bemenő energia mennyiségeken túl mást nem vizsgál. Pl. fűtés, a veszteségek környezetet melegítő, légminőség változtató hatása nélkül. Fizikailag ilyen az egyszerű hatásfok meghatározás kérdése.

Tágabb értelemben fő termék, melléktermékek összesített hatása is vizsgálható, ill. ezzel a veszteségek, káros anyag emisszió, és melléktermékek hatása is beszámítható. (Az összesítésre vonatkozó szabványok pl. LCA, LCC, eszközök egy energiahatékony termék megalkotásában.) Fizikai hasonlattal, az energiamérleg kérdése tárgyalja ezzel a módszerrel az összes tényezőt.

## Nagy fogyasztók
Az ipar igen nagy mennyiségű hő- és mechanikus energiát igényel. Többféle energiaforrást használ, földgáz, elektromos, másodlagos források (cementgyártás).
Számos energiahatékonyság növelő lépésre van lehetőség, pl. erőművekben a kombinált ciklusra, kapcsolt hő- és villamos energia termelésre. Elektromos motorokban mód van az elektronikus fordulatszám szabályozásra. Több tanulmány kimutatta, hogy pl. Németországban, az iparban használt elektromos motorok éves energiafogyasztását 2020-ra körülbelül 30 TWh-val lehetne csökkenteni – ami több központi erőművet is fölöslegessé tenne. Villanymotorok esetén jelentős hatékonyságnövelés érhető el fékezéskor visszatáplálással, így közlekedési vállalatoknál, vagy a nagy számra való tekintettel elektromos autóknál. 
Hasonlóan nagy fogyasztók az épületek, valamint a közlekedés. Az IEA (International Energy Agency) tanulmánya szerint fentiek energiahatékonyságában az ismert eszközökkel 2050-ig kb. 17-33% fogyasztáscsökkenés volna elérhető. Személetes megállapítása, hogy 1 € megtakarított energia 2€ erőmű beruházást takarít meg. 

## Energiahatékonyság-növelő lehetőségek, politikai célok
Az országok által kitűzött célok az egyes fogyasztási területek energiahatékonyságának növelésére vonatkoznak. Az energiaforrások olyan választékának megteremtése a cél, hogy kevesebb legyen a káros anyag kibocsátás, és új energiaforrások legyenek bevonhatók. Egyik fő cél a CO2-kibocsátók (fosszilis energiahordozók) felhasználásának csökkentése. Az alapelv: a legtisztább energia az, amit nem termelünk meg, nem szállítjuk, és nem használjuk fel; a második elv pedig az, hogy a nélkülözhetetlenül szükséges energia minél nagyobb hányada legyen "zöld", vagyis az üvegházhatás szempontjából legalább közömbös. 
Az energiatermeléssel kapcsolatban részben a készletek kimerülése, részben a környezeti hatások szükségessé teszik az energiatakarékossággal, energiahatékonysággal és a megújuló energiákkal történő kompenzálást.
Információk nélkül lehetetlen felmérni az energiahatékonysági beruházások megtérülését. Még ha el is hisszük, hogy a piac a legjobb megoldásokat nyújtja, a kormánynak akkor is gondoskodnia kell a lakosság megfelelő tájékoztatásáról.
Nemzetközi kooperáció keretében megvalósulnak nemzetközi szervezetek partner akciói, konzultációi, tapasztalatok átadására, a projektekben való együttes fellépésre. 
Épületekkel kapcsolatban az Európai Bizottság adatai szerint EU összes végső energiafogyasztásának 40%-ért az épületek a felelősek, épületeink közel 75%-a energetikailag nem hatékony. 2017. december 20-án az Európai Tanács, az Európai Bizottság és az Európai Parlament megállapodtak az épületek új energiahatékonysági követelményeiről.
A Magyar Energiahatékonysági Intézet szerint a 2016-ban itthon felhasznált energia 55%-a importból származik, a hazai termelés 86%-kal több energiát használ fel a GDP-hez, mint az EU átlaga. Az EU-átlaghoz hasonlóan a 4,4 millió lakás kétharmada energetikai szempontból elavult, felújításával a lakossági felhasznált energia 40-50%-a megtakarítható lenne.
Tágabb politikai vonzatai: az energiahatékonyság befolyással van a kereskedelemre, centralizációra, mindenfajta energiaválasztékra (energiamix), globális felmelegedésre, környezetbarát világgazdaságra, igen széles skálájú egyedi esetekre is.
Környezetvédelmi szempontból a természetben lebomló, természetes anyagok és energiák jelentik a mintát, melynek alapján törekszenek a megújuló energiák és természetes anyagok használatára, újrahasznosításra. Ehhez az egyik legfontosabb eszköz az energiahatékonyság növelése (ld. környezetbarát világgazdaság).
Jelenleg az átfogó termelésmenedzsment keresztülvitele és szemléltetése a környezeti menedzsment szabványok érvényesítésével lehetséges (LCA, LCC), melyekkel minden költséget, melléktermékek és hulladékok, valamint a bontás, és újrahasznosítás költségét is a termék árában lehet kifejezni. Ezek hatással vannak az energiahatékonysági, és üzleti viszonyokra is (profit).
A hulladékok termelődésekor a hasznosítása/felhasználása szintén energiamegtakarítást eredményez, hasonlóan a hulladék keletkezésének csökkentése (minimalizálása) is.

## Rendeletek, szabványok, cselekvési tervek, időrendben
Az EU 2006/32/EG sz. irányelve az energiahatékonyságról és energiaszolgáltatásról (Energy Service Directive ESD)
Magyarország II. Nemzeti Energiahatékonysági Cselekvési Terve 2016-ig, kitekintéssel 2020-ra c. dokumentum.
Energiairányítási rendszer (EIR) tanúsítása az MSZ EN ISO 50001:2012 szerint: A Magyar Szabványügyi Testület 2012-ben magyar nyelven is megjelentette az MSZ EN ISO 50001 Energiairányítási rendszerek. Követelmények és alkalmazási útmutató című szabványt, amely segítséget nyújt a vállalkozásoknak az energiateljesítmény, az energiahatékonyság, az energiafelhasználás és az energiafogyasztás javításához szükséges rendszerek és folyamatok létrehozásához. 
Az új 2012. okt. 25-i 2012/27/EU energiahatékonysági irányelv, amely kötelező energiamegtakarítást ír elő, a 2008-hoz viszonyított 20%-kal megnövelt energiahatékonyságú EU cél eléréséhez.
2015. évi LVII. törvény az energiahatékonyságról
176/2017. (VII. 4.) Korm. Rendelet az energiahatékonysági beruházások adókedvezményéről
Március 6-án ünnepeljük az energiahatékonysági világnapot
Környezetvédelmi szempontból kapcsolódó fogalmak találhatók az MSZ EN ISO 14001 környezetközpontú irányítási rendszer c. szabványban.